# Warner Bros. Studios (Burbank)
I Warner Bros. Studios di Burbank sono il maggior centro di produzione cinematografica posseduto e gestito dalla Warner Bros. Entertainment situati al numero 	4000 del Warner Boulevard a Burbank, California. La First National Pictures costruì gli studi cinematografici di 25 ettari nel 1926 quando si espanse da distributrice di film a produttrice.

## Storia
I successi finanziari di Il cantante di jazz e The Singing Fool permise alla Warner Bros. di acquistare una quota di maggioranza in First National nel settembre 1928 e iniziò a spostare le sue produzioni nel lotto di Burbank. Il First National studio, come era allora noto, divenne la sede ufficiale della Warner Bros.-First National Pictures con quattro teatri di posa. Gli studi della Warner su Sunset Boulevard rimasero in uso durante gli anni '30 anche se in misura minore sia per le riprese cinematografiche che per le "registrazioni fonografiche", ma un incendio nel dicembre 1934 distrusse 15 acri (61.000 m2) degli studi di Burbank, costringendo così la compagnia a mettere nuovamente a pieno regime gli studi su Sunset Boulevard.
Nel 1937, lo Stage 7 fu rialzato di 9 metri e ribattezzato Stage 16 per diventare uno studio alto 29 metri con un serbatoio d'acqua da 7570 metri cubi, uno dei più grandi stage del mondo, ed è stato utilizzato per filmare scene de I Goonies (1985), Jurassic Park (1993), La tempesta perfetta (2000) e Dunkirk (2017) ed è anche il luogo in cui i personaggi di Ryan Gosling ed Emma Stone possono essere visti camminare nel film La La Land (2016). Lo stage 22, costruito nel 1937, è stato l'ultimo studio costruito nel lotto per 60 anni. Nel 1937, la Warner Bros. aveva quasi chiuso interamente lo studio su Sunset Boulevard, facendo del lotto di Burbank la sua sede principale, che rimane tale fino ad oggi. Alla fine la Warner ha sciolto la società First National e da allora il sito è stato chiamato semplicemente Warner Bros. Studios.
Nel retro degli studios sono stati costruiti vari set tra cui New York Street; Hennessy Street; Midwest Street e The Jungle. New York Street è stata costruita nel 1930 e può essere utilizzata per rappresentare anche altre città ed è stata utilizzata per vari film tra cui Quarantaduesima strada (1933), Blade Runner (1982) e Il cavaliere oscuro (2008) e serie televisive come Friends (1994-2004). Hennessy Street era originariamente conosciuta come Tenement Street e fu costruita nel 1937. È stata utilizzata per My Fair Lady (1964), Annie (1982) e Spider-Man (2002). Midwest Street è stata costruita nel 1939 per Four Wives e da allora è stata usata come River City in il Capobanda e per Hazzard e Gremlins (1984). Il Jungle set è stato costruito nel 1955 per il film Santiago (1956) e successivamente è stato utilizzato per I Goonies (1985) e per Una famiglia americana. Nel 1955 fu creata la Warner Bros. Television e le produzioni televisive sul lotto aumentarono così che alcuni grandi teatri di posa furono divisi per creare internamente due o tre teatri di posa più piccoli. Il set di Laramie Street è stato costruito nel 1957 nella parte più orientale degli studios e utilizzato per ambientazioni western tra cui Mezzogiorno e mezzo di fuoco (1974) e per le serie TV Cheyenne e Maverick. Nel 2004 oramai poco utilizzata per gli scenari western è stata trasformata nel Warner Village, una strada residenziale, utilizzata nelle serie TV incluse Due uomini e mezzo e The Big Bang Theory.
Per far fronte alla crisi finanziaria e tagliare dei costi, nel 1972, la Warner Bros. entrò in una joint venture con la Columbia Pictures anch'essa gravitante in cattive acque, ciò diede vita ai The Burbank Studios che si insediarono nel Columbia Ranch della Columbia, situato un miglio a nord degli stage principali della WB. Durante questo periodo, sia che una serie televisiva fosse della Columbia Pictures Television (ad esempio, Pepper Anderson - Agente speciale, Joe Forrester, Fantasilandia, Cuore e batticuore, Sulle strade della California) o della Warner Bros. Television (ad esempio, Hazzard, Alice, Harry O, Kung Fu, Alla ricerca di un sogno), il nome The Burbank Studios, essendo la base di produzione di ognuna di queste serie, è stato incluso nei crediti dei titoli di coda. Inoltre, il nuovo produttore indipendente Lorimar Productions aveva la sede presso The Burbank Studios, quindi nei titoli di coda delle sue produzioni come The Waltons, Poliziotto di quartiere e La famiglia Bradford, è stata inclusa la notazione "Filmed at The Burbank Studios". La joint venture durò fino al 1990, quando la partnership fu sciolta e la Columbia Pictures e la divisione sorella Tri-Star Pictures si trasferirono e rilevarono l'ex lotto Metro-Goldwyn-Mayer a Culver City dalla Lorimar Television che lo aveva acquistato nel 1986 per ampliare la propria produzione, i The Burbank Studios rimasero quindi di proprietà della Warner Bros. che li rinominò Warner Bros. Ranch Facilities.
Friends è stato girato nei WB studios per dieci anni. La prima stagione è stata girata nello Stage 5 ma all'inizio della seconda stagione, la produzione è passata allo Stage 24 ben più grande. Lo Stage 24 è stato ribattezzato "The Friends Stage" dopo la stagione finale nel 2004. Altri spettacoli sono stati girati nello Stage 24 tra cui Gli amici di papà e Mike & Molly. The Big Bang Theory è stato girato nello Stage 25 e, anch'esso terminate le riprese della serie è stato ribattezzato “The Big Bang Theory Stage”. Stessa sorte è toccata anche agli stage che hanno ospitato le riprese di "E.R.", "Due uomini e mezzo" ed "Ellen", ospitato nello Stage 1 che è uno dei 3 Stage dove viene registrato appunto The Ellen DeGeneres Show. Nel 2015, lo studio aveva 35 Stage.

## Studio tour
Warner Bros. Studio Tour Hollywood è un'attrazione pubblica negli studi che offre ai visitatori la possibilità di dare un'occhiata dietro le quinte di uno dei più antichi studi cinematografici del mondo.
Il tour pubblico è iniziato nel 1973 ed è stato ribattezzato in Warner Bros. Studio Tour Hollywood dopo il successo del Warner Bros. Studio Tour London. In precedenza era conosciuto semplicemente come Warner Bros. Studios VIP Tour.

## Museo
Il Warner Bros. Museum è stato aperto all'interno degli studi nel 1996.

## Loghi

Logo di Warner Bros. Studios utilizzato dal 2019 al 2023
Logo della Warner Bros. Studios utilizzato dal 2023.
Logo alternativo di Warner Bros. Studios utilizzato dal 2023.